# Pseudomeloe collegialis

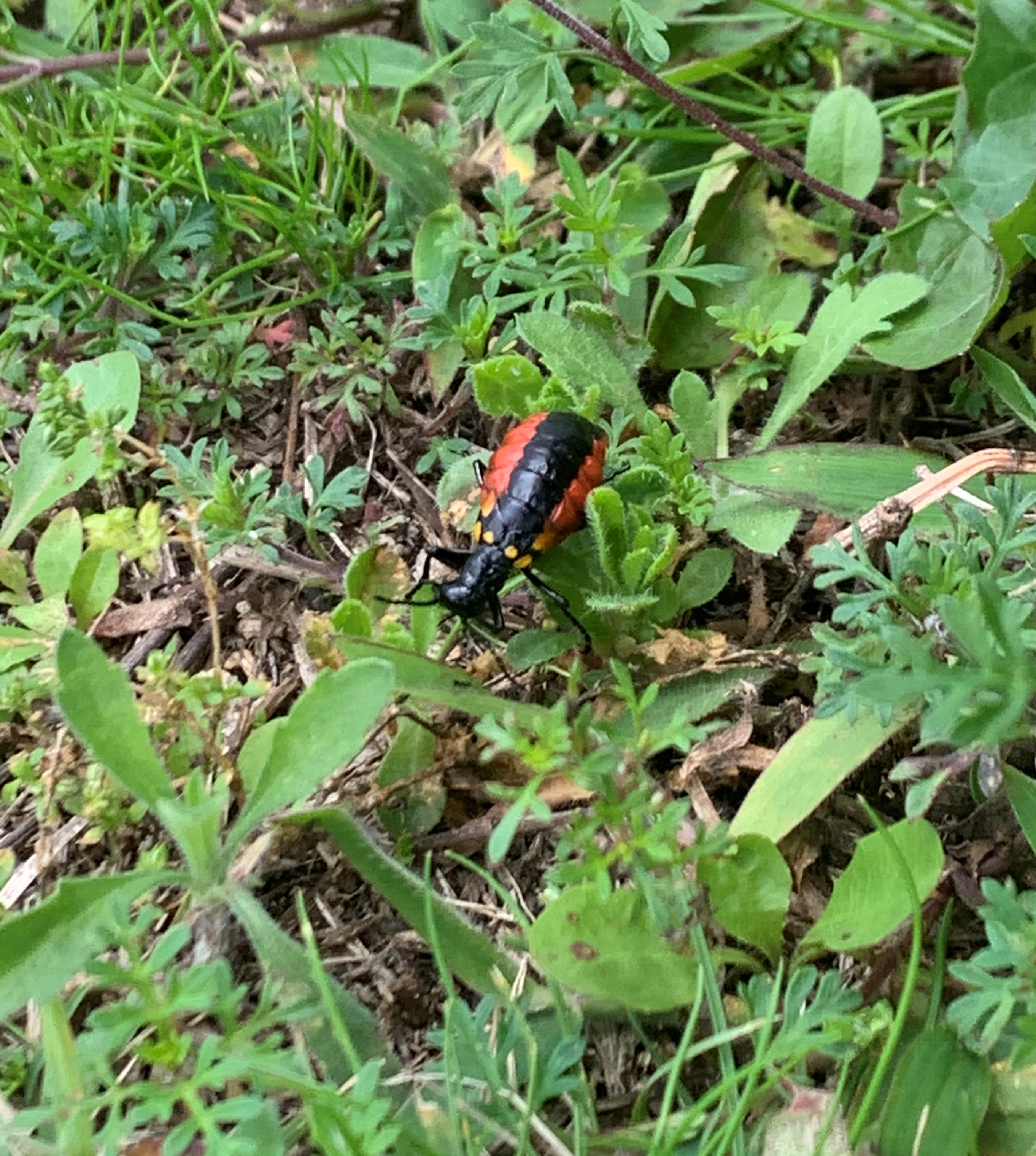

Pseudomeloe collegialis es una especie de coleóptero de la familia Meloidae.

## Distribución geográfica
Habita en los Andes (América).